# BAR 01
Der BAR 01 war der Formel-1-Rennwagen von British American Racing für die Saison 1999. Er war der erste Wagen von BAR und indirekter Nachfolger des Tyrrell 026.

## Technik und Entwicklung
Der technische Direktor für die Entwicklung war Adrian Reynard. Ihm unterstanden Malcolm Oastler für die Konstruktion sowie Willem Toet für die aerodynamische Form des Wagens.
Motor war der FB01-V10-Saugmotor von Supertec, der ursprünglich von Renault stammte, mit einem Hubraum von 2997 cm³ und einem Zylinderbankwinkel von 72°. Er wog etwa 121 kg und leistete bei 15.800/min ungefähr 582 kW (780 PS). Der Motor ist 623 mm lang und 542 mm breit.
Das in Zusammenarbeit mit Xtrac selbstentwickelte Halbautomatikgetriebe hatte sechs Gänge. Radaufhängung vorn war eine Doppelquerlenkerachse mit einem Stabilisator, innenliegenden Schraubenfedern und integrierten Stoßdämpfern, betätigt über Schubstange. Hinten war es ebenfalls eine Doppelquerlenkerachse mit innenliegenden Federn und Stoßdämpfern, betätigt über Schubstangen. Das Benzin lieferte Elf und die Reifen kamen im Gegensatz zum Vorjahr – damals noch Tyrrell mit Goodyear – von Bridgestone aus Japan.

## Renngeschichte
1997 kaufte British American Tobacco mit 30 Millionen Pfund das finanziell in Bedrängnis geratene Tyrrell-Team auf. Nach einer Übergangssaison wurde schließlich der BAR 01 für 1999 eingesetzt. Als Teamchef agierte Craig Pollock, der Manager des Formel-1-Weltmeisters von 1997 Jacques Villeneuve. Technischer Berater für die Entwicklung des Chassis war Reynard Motorsport mit seinem Werk in Brackley. Das Team ging in seine erste Saison mit dem Bestreben, um die Punkteplätze zu kämpfen, doch dazu kam es nicht.
Der Wagen war zwar teilweise konkurrenzfähig, jedoch viel zu fehleranfällig. Die Fahrzeuge erreichten in dieser Saison bei 31 Rennstarts nur elf Mal das Ziel; wegen einer Verletzung am Fuß konnte Ricardo Zonta am Großen Preis von Brasilien nicht teilnehmen. Villeneuve erreichte gar erst beim zwölften Rennen erstmals in der Saison das Ziel. Hauptgründe für die vielen nicht beendeten Rennen waren neun Mal unterschiedliche Defekte am Fahrwerk, vier Mal Getriebe- sowie drei Mal Motorendefekte. Sieben Mal musste das Rennen durch Unfälle frühzeitig beendet werden. Bei sieben Rennen erreichte gar kein Wagen von BAR das Ziel. Das beste Saisonergebnis war der siebte Rang von Mika Salo in San Marino. Das Team erreichte in der Konstrukteurswertung zu Saisonende den elften und damit letzten Platz und blieb als einziges Team ohne Punkte.

## Lackierung und Sponsoring
Noch vor Saisonbeginn gab es erste Schwierigkeiten mit dem Design der Autos. BAR wollte auf den Autos für zwei verschiedene Marken des Tabakkonzerns British American Tobacco werben, auf dem Wagen von Jacques Villeneuve für Lucky Strike und auf dem Wagen von Ricardo Zonta für State Express 555. Doch laut den Vorschriften der FIA mussten die Fahrzeuge einheitlich auftreten. Abweichungen waren nur bei der Fahrzeugnummer, dem Namen der Fahrer und deren Heimatfahne zugelassen.
Daher entschied sich BAR, das Fahrzeug zweifarbig zu gestalten. Auf der linken Seite (in Fahrtrichtung) befand sich die Lackierung von Lucky Strike und auf der rechten Seite die von State Express 555. Beide wurden in der Fahrzeugmitte von einem aufgeklebten „Reißverschluss“ getrennt, der an einigen Stellen „geöffnet“ war, um auf dem „dahinter“ liegenden silbernen Grund Platz für andere Sponsoren sowie an der Fahrzeugnase für die Startnummer zu erhalten. Der Frontflügel hatte eine gleiche Aufteilung, während am Heckflügel die Vorderseite mit 555 und die Rückseite mit Lucky Strike beschriftet war. Die Anzüge der Boxencrew waren ebenfalls zweifarbig.
Weitere Sponsoren waren der britische technische Berater Reynard Composites, das amerikanische Telekommunikationsunternehmen Excel Communications sowie die britisch-kanadische Telefongesellschaft Teleglobe.
Bei den Rennen in Frankreich, Großbritannien und Belgien musste auf die Tabakwerbung verzichtet werden. Stattdessen wurde auf den Plätzen der Lucky-Strike-Logos nur ein roter Kreis, der dem eigentlichen Logo entspricht, platziert. Auf der Nase und dem Heckflügel wurde statt dem Wort „Luckies“ der Spruch „Run Free“, zu deutsch „ausleben“, geschrieben. Statt 555 wurden drei gelbe Halbmonde verwendet.

## Fahrer
BAR trat in der Saison 1999 mit dem Fahrerduo Jacques Villeneuve und Ricardo Zonta an. Zonta verletzte sich bei einem Unfall im Training zum Großen Preis von Brasilien am Fuß und musste die folgenden drei Rennen pausieren; vertreten wurde er in dieser Zeit von Mika Salo. Als Test-/Ersatzfahrer wurde der Franzose Patrick Lemarié nominiert.

## Ergebnisse
| Fahrer                          | Nr.                             | 1   | 2   | 3   | 4   | 5   | 6   | 7   | 8   | 9   | 10  | 11  | 12  | 13  | 14 | 15  | 16 | Punkte | Rang |
| ------------------------------- | ------------------------------- | --- | --- | --- | --- | --- | --- | --- | --- | --- | --- | --- | --- | --- | -- | --- | -- | ------ | ---- |
| Formel-1-Weltmeisterschaft 1999 | Formel-1-Weltmeisterschaft 1999 |     |     |     |     |     |     |     |     |     |     |     |     |     |    |     |    | 0      | –    |
| J. Villeneuve                   | 22                              | DNF | DNF | DNF | DNF | DNF | DNF | DNF | DNF | DNF | DNF | DNF | 15  | 8   | 10 | DNF | 9  | 0      | –    |
| R. Zonta                        | 23                              | DNF | DNS | INJ | INJ | INJ | DNF | 9   | DNF | 15  | DNF | 13  | DNF | DNF | 8  | DNF | 12 | 0      | –    |
| M. Salo                         | 23                              |     |     | 7   | DNF | 8   |     |     |     |     |     |     |     |     |    |     |    | 0      | –    |

| Legende  | Legende            | Legende                                                          |
| Farbe    | Abkürzung          | Bedeutung                                                        |
| -------- | ------------------ | ---------------------------------------------------------------- |
| Gold     | –                  | Sieg                                                             |
| Silber   | –                  | 2. Platz                                                         |
| Bronze   | –                  | 3. Platz                                                         |
| Grün     | –                  | Platzierung in den Punkten                                       |
| Blau     | –                  | Klassifiziert außerhalb der Punkteränge                          |
| Violett  | DNF                | Rennen nicht beendet (did not finish)                            |
| Violett  | NC                 | nicht klassifiziert (not classified)                             |
| Rot      | DNQ                | nicht qualifiziert (did not qualify)                             |
| Rot      | DNPQ               | in Vorqualifikation gescheitert (did not pre-qualify)            |
| Schwarz  | DSQ                | disqualifiziert (disqualified)                                   |
| Weiß     | DNS                | nicht am Start (did not start)                                   |
| Weiß     | WD                 | zurückgezogen (withdrawn)                                        |
| Hellblau | PO                 | nur am Training teilgenommen (practiced only)                    |
| Hellblau | TD                 | Freitags-Testfahrer (test driver)                                |
| ohne     | DNP                | nicht am Training teilgenommen (did not practice)                |
| ohne     | INJ                | verletzt oder krank (injured)                                    |
| ohne     | EX                 | ausgeschlossen (excluded)                                        |
| ohne     | DNA                | nicht erschienen (did not arrive)                                |
| ohne     | C                  | Rennen abgesagt (cancelled)                                      |
| ohne     | keine WM-Teilnahme |                                                                  |
| sonstige | P/fett             | Pole-Position                                                    |
| sonstige | 1/2/3/4/5/6/7/8    | Punktplatzierung im Sprint-/Qualifikationsrennen                 |
| sonstige | SR/kursiv          | Schnellste Rennrunde                                             |
| sonstige | *                  | nicht im Ziel, aufgrund der zurückgelegten Distanz aber gewertet |
| sonstige | ()                 | Streichresultate                                                 |
| sonstige | unterstrichen      | Führender in der Gesamtwertung                                   |